# Halina Dobrowolska (aktorka)

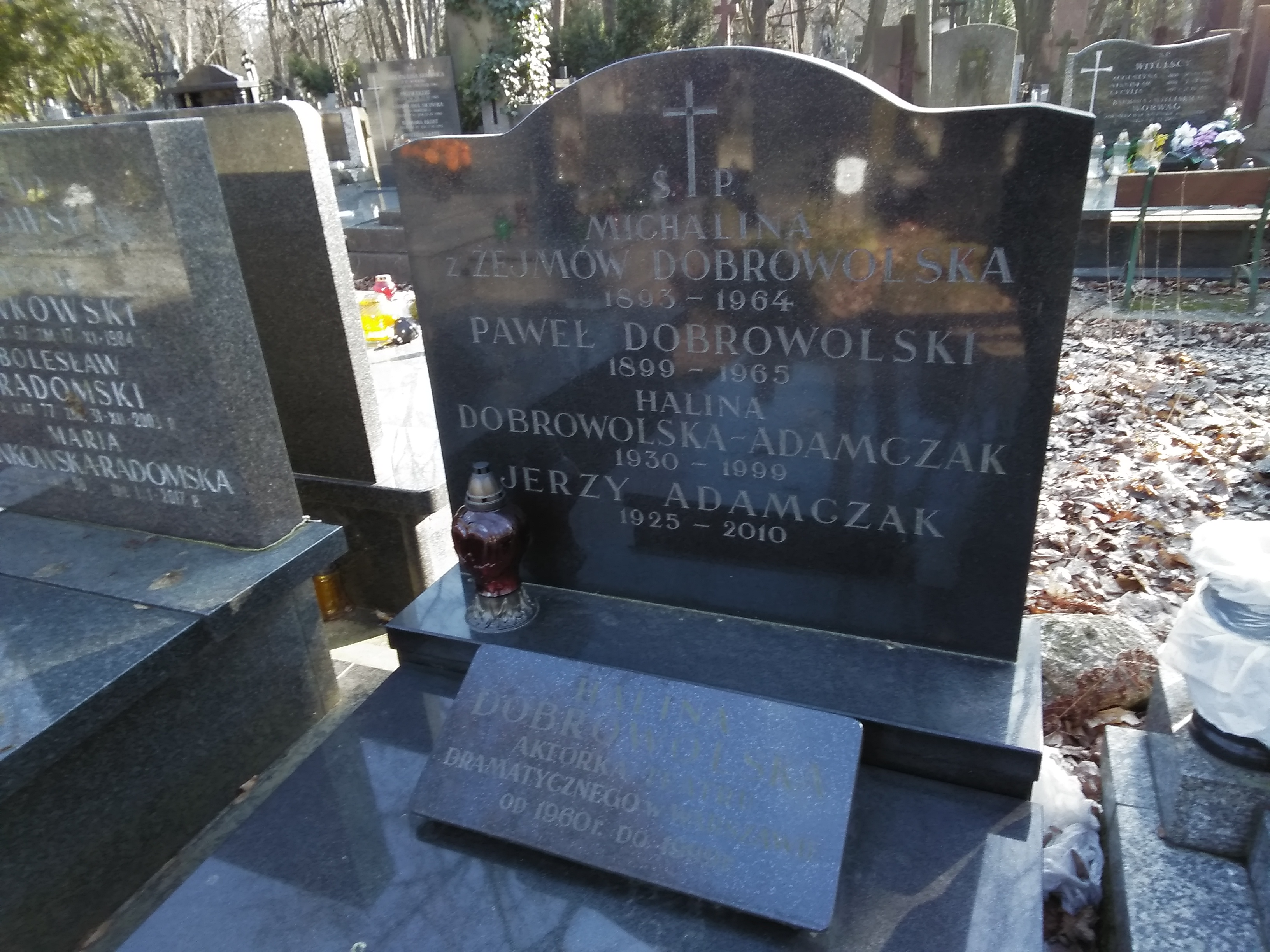
Grób aktorki Haliny Dobrowolskiej na cmentarzu Powązkowskim

Halina Dobrowolska-Adamczak (ur. 25 kwietnia 1930 w Wilnie, zm. 13 października 1999 w Warszawie) – polska aktorka teatralna i telewizyjna, dramatopisarka i reżyserka, występująca głównie w spektaklach.

## Życiorys
Po drugiej wojnie światowej, wraz z rodzicami przeniosła się z Wilna i zamieszkała w Wałbrzychu. Uczęszczała do szkoły baletowej, zajmowała się tańcem oraz występowała w teatrze lalkowym.
Absolwentka PWST w Krakowie (1955).
W latach 1951–1952 występowała w Teatrze Ziemi Opolskiej, w latach 1955–1961 w Teatrze Dramatycznym we Wrocławiu. W latach 1961–1992 była aktorką Teatrze Dramatycznym w Warszawie. Była także autorką czterech sztuk teatralnych.
Zmarła 13 października 1999, po długiej chorobie nowotworowej. Ceremonia pogrzebowa odbyła się 20 października na cmentarzu Powązkowskim w Warszawie (kwatera 296-4-12). Jej mąż Jerzy Adamczak (ur. 24 lutego 1925) zmarł 12 maja 2010.

## Filmografia
- Źródło: FilmPolski.pl[4]

### Filmy fabularne
- 1955: Godziny nadziei (obsada aktorska; nie występuje w napisach końcowych)
- 1956: Nikodem Dyzma jako Kasia, córka Kunickiego
- 1997–1999: Klan jako Maria Lubicz

### Spektakle telewizyjne
- 1959: Fantazy jako Idalia
- 1962: Matka jako Bronka
- 1966: W małym domku jako Maria
- 1968: Mądremu biada jako Księżniczka
- 1969: Makbet jako Wiedźma
- 1970: W małym dworku jako Aneta Wasiewiczówna
- 1970: Szal (głos Fay)
- 1978: Pojedynek jako Dama
- 1991: Ojciec (głos)
- 1994: Ach Combray jako Ciotka